# Сигнальный путь PI3K/AKT/mTOR
Сигнальный путь PI3K/AKT/mTOR — внутриклеточный сигнальный путь, центральными компонентами которого являются ферменты фосфоинозитид-3-киназа (PI3K), киназы AKT и mTOR. Это один из универсальных сигнальных путей, характерных для большинства клеток человека. Он отвечает за уход от апоптоза, рост, пролиферацию клеток, метаболизм. Также у этого сигнального пути есть несколько тканеспецифичных функций, например, в работе сердца.

## Компоненты

### Фосфоинозитид-3-киназы
Фосфоинозитид-3-киназы — это ферменты, которые катализируют перенос фосфатной группы с молекулы аденозинтрифосфата на 3D-положение инозитольного кольца фосфатидилинозитолов. Образующиеся в результате липидные продукты, важнейшим из которых является фосфатидилинозитол-3,4,5-трифосфат (PIP3), являются вторичными посредниками и обеспечивают передачу сигнала от мембраны внутрь клетки.
Выделяют три класса (I, II и III) фосфатидилинозитол-3-киназ, которые различаются по субстратной специфичности и продуктам. Наиболее хорошо изучены киназы I класса, они представляют собой гетеродимеры регуляторных и каталитических субъединиц. Эти ферменты могут активироваться рецепторами, ассоциированными с G-белками, и рецепторными тирозинкиназами. После связывания лиганда рецепторные тирозинкиназы автофосфорилируют остатки тирозина в своих цитоплазматических доменах. Регуляторные субъединицы фосфоинозитид-3-киназ содержат SH2-домен, который позволяет им узнавать и связывать остатки фосфотирозина рецепторных тирозинкиназ. В результате киназы оказываются в непосредственной близости от мембраны, а значит и своих субстратов, так начинается синтез фосфатидилинозитол-3-фосфатов.

### PTEN
PTEN — фосфатаза с двойной субстратной специфичностью, продукт гена PTEN. PTEN катализирует отщепление фосфатной группы в положении 3D инозитольного кольца фосфатидилинозитол-3-фосфатов, тормозя передачу сигнала по PI3K/AKT/mTOR-сигнальному пути. К белковым субстратам PTEN относятся FAK, ETS2, Sp1, PDGFR. PTEN является одним из немногих негативных регуляторов сигнального пути, и она часто бывает инактивирована при онкологических заболеваниях.

### Другие негативные регуляторы
Как и PTEN, гены негативных регуляторов передачи сигнала по PI3K/AKT/mTOR-сигнальному пути являются генами-супрессорами опухолей.
К таким регуляторам относится фосфатаза PHLPP, которая катализирует отщепление фосфатной группы по положению Ser-473 в молекуле AKT1. Активность этого фермента приводит к апоптозу и замедлению пролиферации клеток опухолей.
Фосфатазы SHIP-1 и SHIP-2 катализируют отщепление 5-фосфатной группы от PIP3 с образованием PIP2.